# Danh sách đĩa nhạc của Owl City
Đây là danh sách đĩa nhạc của nam ca sĩ nhạc synthpop người Mỹ Owl City.

## Album

### Album phòng thu
| Tên                                                                           | Chi tiết                                                                                         | Vị trí xếp hạng cao nhất | Vị trí xếp hạng cao nhất | Vị trí xếp hạng cao nhất | Vị trí xếp hạng cao nhất | Vị trí xếp hạng cao nhất | Vị trí xếp hạng cao nhất | Vị trí xếp hạng cao nhất | Vị trí xếp hạng cao nhất | Vị trí xếp hạng cao nhất | Vị trí xếp hạng cao nhất | Doanh số        | Chứng nhận                                           |
| Tên                                                                           | Chi tiết                                                                                         | Mỹ                       | Úc                       | Áo                       | Canada                   | Đức                      | Ireland                  | Hà Lan                   | New Zealand              | Thụy Sĩ                  | Anh                      | Doanh số        | Chứng nhận                                           |
| ----------------------------------------------------------------------------- | ------------------------------------------------------------------------------------------------ | ------------------------ | ------------------------ | ------------------------ | ------------------------ | ------------------------ | ------------------------ | ------------------------ | ------------------------ | ------------------------ | ------------------------ | --------------- | ---------------------------------------------------- |
| Maybe I'm Dreaming                                                            | - Phát hành: 17 tháng 3 năm 2008 - Hãng đĩa: tự phát hành - Định dạng: CD, tải kĩ thuật số       | —                        | —                        | —                        | —                        | —                        | —                        | —                        | —                        | —                        | —                        |                 |                                                      |
| Ocean Eyes                                                                    | - Phát hành: 14 tháng 7 năm 2009 - Hãng đĩa: Universal Republic - Định dạng: CD, tải kĩ thuật số | 8                        | 14                       | 14                       | 18                       | 7                        | 16                       | 42                       | 5                        | 29                       | 7                        | - Mỹ: 1,100,000 | - Mỹ: Bạch kim - Úc: Vàng - Canada: Vàng - Anh: Vàng |
| All Things Bright and Beautiful                                               | - Phát hành: 14 tháng 6 năm 2011 - Hãng đĩa: Universal Republic - Định dạng: CD, tải kĩ thuật số | 6                        | 33                       | 65                       | 7                        | 69                       | —                        | 100                      | —                        | 40                       | 52                       | - Mỹ: 143,000   |                                                      |
| The Midsummer Station                                                         | - Phát hành: 21 tháng 8 năm 2012 - Hãng đĩa: Universal Republic - Định dạng: CD, tải kĩ thuật số | 7                        | 29                       | —                        | 1                        | 44                       | —                        | 36                       | 24                       | 61                       | 34                       | - Mỹ: 100,000   |                                                      |
| "—" Album không có mặt trên bảng xếp hạng hoặc không phát hành ở quốc gia đó. |                                                                                                  |                          |                          |                          |                          |                          |                          |                          |                          |                          |                          |                 |                                                      |

### Đĩa mở rộng
| Of June                                                                             | - Phát hành: 8 tháng 9 năm 2007 - Hãng đĩa: Tự phát hành - Định dạng: CD, tải kĩ thuật số        | —  | 15 |
| Shooting Star                                                                       | - Phát hành: 15 tháng 5 năm 2012 - Hãng đĩa: Universal Republic - Định dạng: Tải kĩ thuật số     | 49 | —  |
| The Midsummer Station - Acoustic EP                                                 | - Phát hành: 30 tháng 7 năm 2013 - Hãng đĩa: Universal Republic - Định dạng: tải kĩ thuật số     | 99 | —  |
| Ultraviolet                                                                         | - Phát hành: 27 tháng 6 năm 2014 - Hãng đĩa: Universal Republic - Định dạng: CD, tải kĩ thuật số | —  | —  |
| "—" Đĩa mở rộng không có mặt trên bảng xếp hạng hoặc không phát hành ở quốc gia đó. |                                                                                                  |    |    |

## Đĩa đơn

### Đĩa đơn
| Tên                                                                             | Năm  | Vị trí xếp hạng cao nhất | Vị trí xếp hạng cao nhất | Vị trí xếp hạng cao nhất | Vị trí xếp hạng cao nhất | Vị trí xếp hạng cao nhất | Vị trí xếp hạng cao nhất | Vị trí xếp hạng cao nhất | Vị trí xếp hạng cao nhất | Vị trí xếp hạng cao nhất | Vị trí xếp hạng cao nhất | Chứng nhận                                                                                  | Thuộc album                     |
| Tên                                                                             | Năm  | Mỹ                       | Úc                       | Áo                       | Canada                   | Đức                      | Ireland                  | Hà Lan                   | New Zealand              | Thụy Sĩ                  | Anh                      | Chứng nhận                                                                                  | Thuộc album                     |
| ------------------------------------------------------------------------------- | ---- | ------------------------ | ------------------------ | ------------------------ | ------------------------ | ------------------------ | ------------------------ | ------------------------ | ------------------------ | ------------------------ | ------------------------ | ------------------------------------------------------------------------------------------- | ------------------------------- |
| "Fireflies"                                                                     | 2009 | 1                        | 1                        | 2                        | 2                        | 6                        | 1                        | 1                        | 2                        | 4                        | 1                        | - Mỹ: 4× Bạch kim - Úc: 6× Bạch kim - New Zealand: Bạch kim - Thụy Sĩ: Vàng - Anh: Bạch kim | Ocean Eyes                      |
| "Vanilla Twilight"                                                              | 2010 | 72                       | 44                       | —                        | 74                       | —                        | —                        | 20                       | 36                       | —                        | 94                       | - Mỹ: Vàng                                                                                  | Ocean Eyes                      |
| "Umbrella Beach"                                                                | 2010 | —                        | —                        | —                        | —                        | —                        | —                        | —                        | —                        | —                        | 194                      |                                                                                             | Ocean Eyes                      |
| "Alligator Sky"                                                                 | 2011 | 105                      | —                        | —                        | 97                       | —                        | —                        | —                        | —                        | —                        | —                        |                                                                                             | All Things Bright and Beautiful |
| "Galaxies"                                                                      | 2011 | —                        | —                        | —                        | —                        | —                        | —                        | —                        | —                        | —                        | —                        |                                                                                             | All Things Bright and Beautiful |
| "Deer in the Headlights"                                                        | 2011 | —                        | —                        | —                        | —                        | —                        | —                        | —                        | —                        | —                        | —                        |                                                                                             | All Things Bright and Beautiful |
| "Lonely Lullaby"                                                                | 2011 | 112                      | —                        | —                        | 88                       | —                        | —                        | —                        | —                        | —                        | —                        |                                                                                             | All Things Bright and Beautiful |
| "Dreams Don't Turn to Dust"                                                     | 2011 | —                        | —                        | —                        | —                        | —                        | —                        | —                        | —                        | —                        | —                        |                                                                                             | All Things Bright and Beautiful |
| "Shooting Star"                                                                 | 2012 | —                        | —                        | —                        | —                        | —                        | —                        | —                        | —                        | —                        | 176                      |                                                                                             | The Midsummer Station           |
| "Good Time" (với Carly Rae Jepsen)                                              | 2012 | 8                        | 5                        | 9                        | 1                        | 11                       | 6                        | 9                        | 1                        | 4                        | 5                        | - Mỹ: 2× Bạch kim - Úc: 4× Bạch kim - Đức: Vàng - New Zealand: 2× Bạch kim                  | The Midsummer Station và Kiss   |
| "Metropolis"                                                                    | 2013 | —                        | —                        | —                        | —                        | —                        | —                        | —                        | —                        | —                        | —                        |                                                                                             | The Midsummer Station           |
| "Beautiful Times" (hợp tác với Lindsey Stirling)                                | 2014 | —                        | —                        | —                        | —                        | —                        | —                        | —                        | —                        | —                        | —                        |                                                                                             | Ultraviolet                     |
| "—" Đĩa đơn không có mặt trên bảng xếp hạng hoặc không phát hành ở quốc gia đó. |      |                          |                          |                          |                          |                          |                          |                          |                          |                          |                          |                                                                                             |                                 |

### Đĩa đơn quảng bá
| "Hot Air Balloon"                                                               | 2009 | —   | —  | Ocean Eyes            |
| "Strawberry Avalanche"                                                          | 2009 | —   | —  | Ocean Eyes            |
| "Sunburn"                                                                       | 2009 | —   | —  | Ocean Eyes            |
| "Hello Seattle"                                                                 | 2010 | 106 | —  | Ocean Eyes            |
| "Peppermint Winter"                                                             | 2010 | 108 | 65 | Không thuộc album nào |
| "—" Đĩa đơn không có mặt trên bảng xếp hạng hoặc không phát hành ở quốc gia đó. |      |     |    |                       |

### Các bài hát khác
| Tên              | Năm  | Vị trí xếp hạng cao nhất | Thuộc album                                                                       |
| Tên              | Năm  | Mỹ                       | Thuộc album                                                                       |
| ---------------- | ---- | ------------------------ | --------------------------------------------------------------------------------- |
| "To the Sky"     | 2010 | 125                      | Legend of the Guardians: The Owls of Ga'Hoole: Original Motion Picture Soundtrack |
| "The Real World" | 2011 | 109                      | All Things Bright and Beautiful                                                   |

## Video âm nhạc
| Tên                                | Năm  | Đạo diễn          |
| ---------------------------------- | ---- | ----------------- |
| "Early Birdie"                     | 2008 | Andy Johnson      |
| "Fireflies"                        | 2009 | Steve Hoover      |
| "Vanilla Twilight"                 | 2010 | Steve Hoover      |
| "Umbrella Beach"                   | 2010 | Alexander Brown   |
| "To the Sky"                       | 2010 | Danny Yourd       |
| "Alligator Sky"                    | 2011 | Steve Hoover      |
| "Deer in the Headlights"           | 2011 | Steve Hoover      |
| "Youtopia" (with Armin van Buuren) | 2011 |                   |
| "Good Time" (với Carly Rae Jepsen) | 2012 | Declan Whitebloom |